# Anticongelante

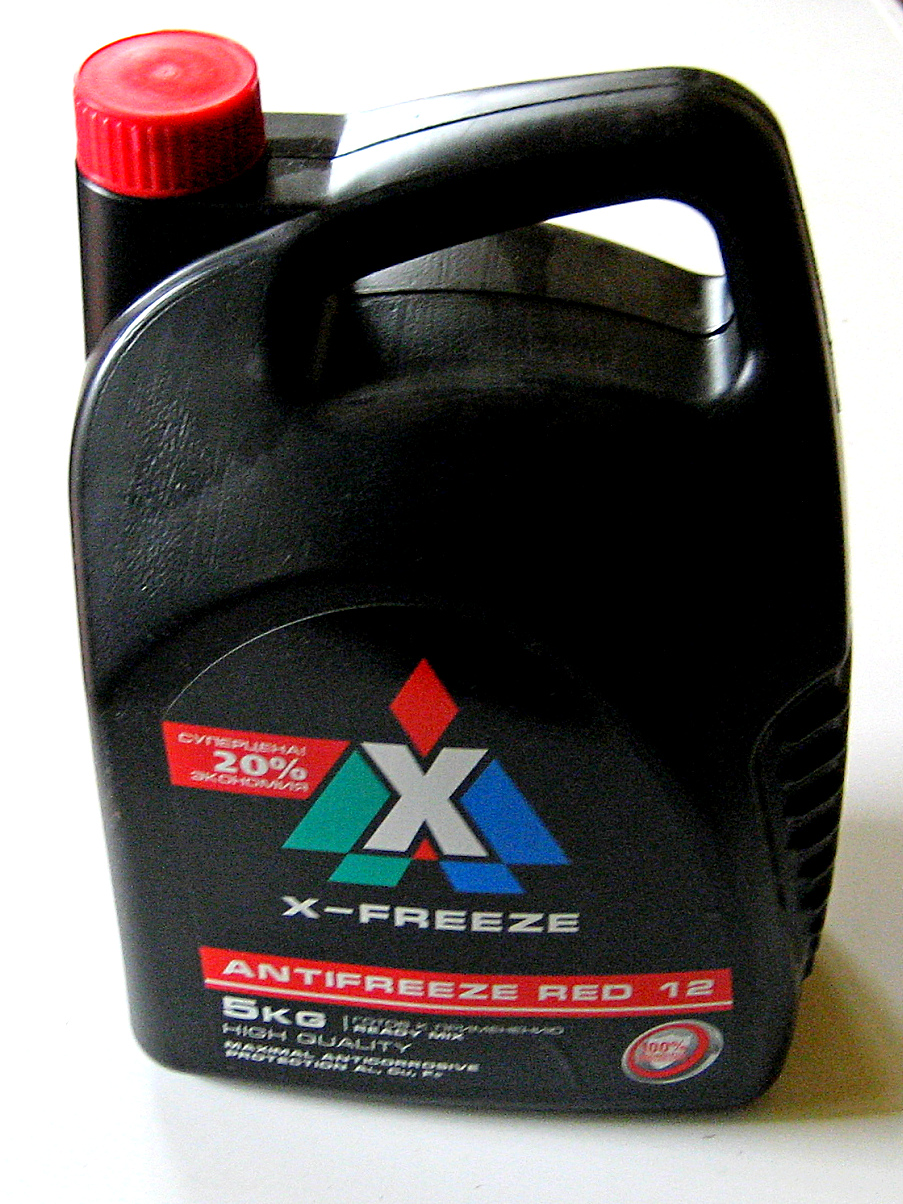
Anticongelante

Os anticongelantes são compostos químicos que se adicionam aos líquidos para reduzir seu ponto de solidificação (ponto de fusão), logrando desta forma que a mistura resultante se congele a uma temperatura mais baixa. Uma aplicação típica é adicioná-los à gasolina e o diesel para evitar sua solidificação no inverno e climas frios, assim como a água do circuito de refrigeração dos motores para que funcionem expostos a temperaturas extremas. Outra aplicação é inibir a corrosão dos sistemas de refrigeração que normalmente contém uma gama de metais eletroquimicamente incompatíveis (alumínio, ferro fundido, cobre, soldas de chumbo, etc).

## Agentes

### Metanol
Metanol, também conhecido como álcool metílico, carbinol, álcool de madeira, nafta de madeira ou espírito de madeira, é um composto químico com fórmula química CH3OH (frequentemente abreviado MeOH). É o álcool mais simples, e é um líquido leve, volátil, incolor, inflamável e venenoso com um odor facilmente identificável que é mais suave e adocicado que o do etanol (álcool etílico). A temperatura ambiente, é um líquido polar e é usado como um anticongelante para o etanol.

### Etilenoglicol
Etilenoglicol (monoetileno glicol - MEG, nome IUPAC: etano-1, 2-diol) é um álcool com dois grupos-OH (um diol), um composto químico largamente utilizado como anticongelante automotivo[1] . Na sua forma pura, é um composto inodoro, incolor, xaroposo líquido com sabor doce. Etilenoglicol é tóxico e sua ingestão deve ser considerada uma emergência médica.

### Dietilenoglicol
Dietilenoglicol, também denominado DEG ou éter de glicol, é um composto orgânico de fórmula química C4H10O3 (dispostos como HO-CH2-CH2-O-CH2-CH2-OH). É um líquido claro, higroscópico e sem odor. É miscível com água e solventes polares tais como os álcoois. Também é miscível com éteres.

### Propilenoglicol
Propilenoglicol, conhecido também pelo nome sistemático propano-1,2-diol, é um composto orgânico (um álcool diol), viscoso, de sabor amargo, inodoro e incolor, que é higroscópico e miscível com água, acetona e clorofórmio.